# Iporangaia pustulosa
Genre
Espèce
Iporangaia pustulosa, unique représentant du genre Iporangaia, est une espèce d'opilions laniatores de la famille des Gonyleptidae.

## Distribution
Cette espèce est endémique de l'État de São Paulo au Brésil. Elle se rencontre vers Iporanga, Guapiara, São Miguel Arcanjo et Ribeira.

## Description
La femelle syntype mesure 6,5 mm.

## Publication originale
- Mello-Leitão, 1935 : « Alguns novos opiliões do Estado de S. Paulo e do Distrito Federal. » Archivos do Museu Nacional do Rio de Janeiro, vol. 36, no 1, p. 9–37.